# 湯姆·寇特內
湯姆·寇特內（英語：Tom Courtenay，1937年2月25日—），英格蘭男演員。他曾以《化妝師》(1983)獲得金球獎最佳戲劇類電影男主角，並獲得奧斯卡最佳男主角獎提名；他並以《國王與國家》(1964)與《45年》(2015)分別獲得威尼斯影展最佳男演員獎與柏林影展最佳男演員銀熊獎。

## 作品
- 1964:《國王與國家》(King and Country)
- 1965:《齊瓦哥醫生》(Doctor Zhivago)
- 1983:《化妝師》(The Dresser)
- 2007:《黃金羅盤》(The Golden Compass)
- 2013:《里斯本夜車》(Night Train to Lisbon)
- 2015:《45年》(45 Years)

## 外部連結
- 湯姆·寇特內在互联网电影资料库（IMDb）上的資料（英文）